# Teun
Teun (indonesisch Pulau Teun, auch Teon) ist eine der indonesischen Barat-Daya-Inseln in der Bandasee. 

## Geographie
Teun ist die nördlichste und östlichste der Damar-Inseln und liegt 49 Kilometer ostnordöstlich deren Hauptinsel Damar. Sie hat eine Fläche von 14,18 km². Zwar gehört Teun geographisch zu den Damar-Inseln, ist aber administrativ Teil des Distrikt (Kecamatan) Teun Nila Serua, zusammen mit den Inseln Nila und Serua. Der Distrikt gehört zum Regierungsbezirk (Kabupaten) Maluku Tengah, Provinz Maluku. Damar-Inseln und die östlich gelegenen Inseln Nila und Serua gehören zum inneren Bandabogen, einer Inselkette vulkanischen Ursprungs.
Im Zentrum Teuns liegt der aktive Vulkan Serawerna mit 655 m Höhe.

## Bevölkerung und Geschichte
Auf Teun gab es ursprünglich fünf Dörfer: Watludan (Watludang), Jafila, Isa, Mesa und Lajoni. In drei Dörfern sprachen die Einwohner die austronesische Sprache Teun, das auch in Bumey, im Südwesten der Insel Nila gesprochen wurde. Es gehört zur Sprachgruppe Teun-Nila-Serua (TNS), die auf den Inseln Teun, Nila und Serua verwendet wurde, wobei Teun sich stärker von den beiden anderen Dialekten Nila und Serua unterscheidet.
Mesa (744 Einwohner) und Isu (868 Einwohner) sind aktuelle Desa.
1979 wurden 1.175 Haushalte von Teun, wegen der Bedrohung durch den Vulkan, nach Seram umgesiedelt. Die restliche Bevölkerung folgte zwischen 1982 und 1983.